# Micro-région de Sárospatak
La micro-région de Sárospatak (en hongrois : sárospataki kistérség) est une micro-région statistique hongroise rassemblant plusieurs localités autour de Sárospatak.